# 阿智村立阿智中学校
阿智村立阿智中学校（あちそんりつあちちゅうがっこう）は長野県下伊那郡阿智村にある公立中学校。
阿智村と平谷村の全域を通学範囲としている。

## 所在地
- 長野県下伊那郡阿智村伍和173番地

## 沿革
- 1961年（昭和33年）4月1日 - 阿智村立阿智中学校開校
- 1967年（昭和39年）10月17日 - 校舎落成
- 2010年（平成22年）4月1日 - 阿智村立清内路中学校を統合
- 2011年（平成23年）4月1日 - 阿智村立浪合中学校・平谷村立平谷中学校を統合
- 2011年（平成23年）4月5日 - 新校舎開校

## 部活動
- サッカー
- テニス
- 柔道
- 女子バレー
- 男子バレー
- 野球
- 吹奏楽